# The Monsterican Dream
The Monsterican Dream je drugi album grupe Lordi, objavljen 2004. godine. To je do sada najslabije prodavan album Lorda. Smatra se da je jedan od razloga zašto je album slabo prodavan taj što je zvuk nešto jači nego na prethodnom. Ovaj album se, pored albuma Deadache, smatra najmračnijih albumom grupe Lordi.

## Spisak pesama
1. "Threatical Trailer" – 1:09
2. "Bring It On (The Raging Hounds Return)" – 4:35
3. "Blood Red Sandman" – 4:03
4. "My Heaven Is Your Hell" – 3:41
5. "Pet the Destroyer" – 3:50
6. "The Children of the Night" – 3:44
7. "Wake the Snake" – 3:46
8. "Shotgun Divorce" – 4:42
9. "Forsaken Fashion Dolls" – 3:43
10. "Haunted Town" – 3:13
11. "Fire in the Hole" – 3:27
12. "Magistra Nocte" – 1:33
13. "Kalmageddon" – 4:33
14. "Blood Red Sandman" (bonus muzički video)

## Bonus DVD (ograničeno izdanje)
- „The Kin“ (Film)
  - Snimanje filma „The Kin“
  - Scenario
  - Foto galerija

## Bonus pesme
1. „Pyromite“ - 4:49
2. „To Hell with the Pop“ - 4:24

## Singlovi
1. „My Heaven Is Your Hell“
2. „Blood Red Sandman“

## Članovi benda
- Mr. Lordi - Vokal
- Amen - Gitara, Prateći vokal
- Kalma - Bas gitara, Prateći vokal
- Enary - Klavijature, Prateći vokal
- Kita - Bubnjevi, Prateći vokal